# Bathydrilus longiatriatus
Bathydrilus longiatriatus är en ringmaskart som beskrevs av Erséus 1983. Bathydrilus longiatriatus ingår i släktet Bathydrilus och familjen glattmaskar. Inga underarter finns listade i Catalogue of Life.